# 波别达农村居民点
波别达农村居民点（俄语：Побединское сельское поселение）是俄罗斯联邦伏尔加格勒州贝科沃区所属的一个农村居民点。其下辖有1个居民点，行政中心为波别达。据2016年统计，该农村居民点的人口为1058人。